# 万景台区域
万景台区域（マンギョンデくいき）は、平壌直轄市の西部にある行政区域。
景勝地である丘陵・万景台がある。金日成の生誕の地とされ、万景台周辺は「聖地」として整備が行われている。

## 地理
大同江の北岸に位置し、区域の東ではその支流である普通江が大同江に流入する。東に平川区域・普通江区域、北に兄弟山区域と接する。

## 行政区域
29洞・2里を管轄する。
| - カルリムキル一洞（カルリムキリルトン） - カルリムキル二洞（カルリムキリドン） - 建国洞（コングクトン） - 光復一洞（クァンボギルトン） - 光復二洞（クァンボギドン） - 金星一洞（クムソンイルトン） - 金星二洞（クムソンイドン） - 金星三洞（クムソンサムドン） - 金泉洞（クムチョンドン） - 堂上一洞（タンサンイルトン） - 堂上二洞（タンサンイドン） - 大平洞（テピョンドン） - 龍山洞（リョンサンドン） - 龍岳山洞（リョンアクサンドン） - 万景台洞（マンギョンデドン） - 三興洞（サムンドン） | - 西山洞（ソサンドン） - 先駆者洞（ソングジャドン） - 船内洞（ソンネドン） - 奨訓一洞（チャンフニルトン） - 奨訓二洞（チャンフニドン） - 奨訓三洞（チャンフンサムドン） - 祝典一洞（チュクチョニルトン） - 祝典二洞（チュクチョニドン） - 七コル一洞（チルコリルトン） - 七コル二洞（チルコリドン） - 七コル三洞（チルコルサムドン） - 八コル一洞（パルコリルトン） - 八コル二洞（パルコリドン） - 龍峯里（リョンボンニ） - 元魯里（ウォルロリ） |

## 歴史
この節の出典

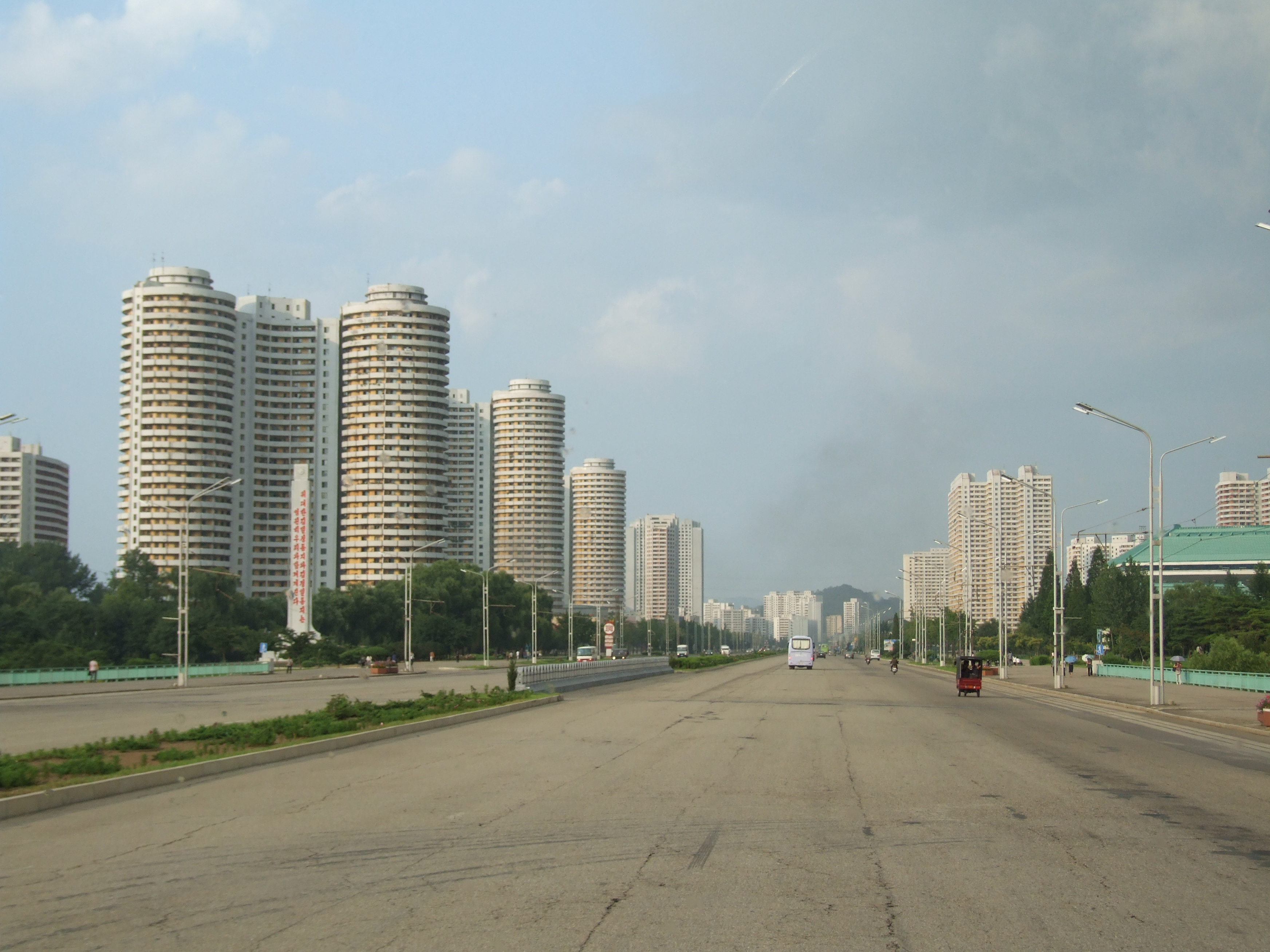
光復通り

- 平安南道大同郡古平面・龍山面に属した地域。
- 1959年9月 - 平壌直轄市中区域鳳岫洞・宮ゴル洞、南区域船内洞・堂上洞、平安南道大同郡大同邑・万景台里・龍峯里・龍山里・棠村里・古泉里をもって、平壌直轄市万景台区域を設置。(5洞5里)
  - 大同邑が趙村洞に昇格。
- 1960年10月 (6洞3里)
  - 棠村里・古泉里および鳳岫洞の一部が新設の兄弟山区域に編入。
  - 趙村洞が分割され、七コル洞・八コル洞が発足。
  - 平安南道大同郡金泉里の一部が万景台里に編入。
- 1963年 (8洞2里)
  - 万景台里が万景台洞に昇格。
  - 宮ゴル洞・八コル洞の各一部が合併し、宮ゴル一洞が発足。
  - 宮ゴル洞の残部・鳳岫洞の一部が合併し、宮ゴル二洞が発足。
- 1965年 - 七コル洞の一部が分立し、五柳洞が発足。(9洞2里)
- 1966年3月 - 平安南道大同郡大平里・金泉里・望日里・元魯里を編入。(9洞6里)
- 1967年 (11洞5里)
  - 元魯里の一部が平安南道大同郡長山里の一部と合併し、平安南道大同郡元川里となる。
  - 宮ゴル一洞・宮ゴル二洞の各一部が合併し、オッコゲ洞が発足。
  - 大平里が大平洞に昇格。
- 1972年 (13洞3里)
  - 鳳岫洞が分割され、鳳岫一洞・鳳岫二洞が発足。
  - 望日里・金泉里が合併し、金泉洞が発足。
- 1988年 (18洞2里)
  - 万景台洞・七コル洞の各一部が合併し、金星洞が発足。
  - 万景台洞・七コル洞・八コル洞の各一部が合併し、祝典洞が発足。
  - 七コル洞の一部が分立し、カルリムギル洞が発足。
  - 鳳岫一洞が光復洞に改称。
  - 鳳岫二洞が建国洞に改称。
  - 宮ゴル一洞が奨訓一洞に改称。
  - 宮ゴル二洞が奨訓二洞に改称。
  - オッコゲ洞が先駆者洞に改称。
  - 五柳洞が分割され、三興洞・龍岳山洞が発足。
  - 龍山里が龍山洞に昇格。
- 1991年 (26洞2里)
  - 七コル洞が分割され、七コル一洞・七コル二洞・七コル三洞が発足。
  - 金星洞が分割され、金星一洞・金星二洞・金星三洞が発足。
  - 八コル洞が分割され、八コル一洞・八コル二洞が発足。
  - 堂上洞が分割され、堂上一洞・堂上二洞が発足。
  - 祝典洞が分割され、祝典一洞・祝典二洞が発足。
  - カルリムギル洞が分割され、カルリムギル一洞・カルリムギル二洞が発足。
- 1993年 (28洞2里)
  - 奨訓一洞の一部が奨訓二洞に編入。
  - 奨訓二洞の一部が分立し、奨訓三洞が発足。
  - 光復洞が分割され、光復一洞・光復二洞が発足。
- 1994年 - 万景台洞の一部が分立し、西山洞が発足。(29洞2里)

## 施設
- 国家観光総局
- 青春通りスポーツ村
- 万景台学生少年宮殿
- 万景台
- 万景峰

## 交通
- 鉄道平南線
  - チルゴル駅 - 大平駅
- 平壌地下鉄革新線
  - 光復駅
- 平壌軌道電車
  - 万景台停留場 - 少年宮殿停留場 - カルリムキル（分かれ道）停留場 - 金星洞停留場 - 巧藝劇場（サーカス劇場）停留場 - 堂上一洞停留場